# 13-й гусарський полк (Австро-Угорщина)
13-ий гусарський полк — полк цісарсько-королівської кавалерії Австро-Угорщини.
Повна назва: K.u.k. Husaren-Regiment «Wilhelm Kronprinz des Deutschen Reiches und Kronprinz von Preußen» Nr. 13 

Дата утворення — 1859.

Почесний шеф — німецький кронпринц Вільгельм.

## Склад полку
Набір рекрутів — з 1889 року Будапешт.
Національний склад полку (липень 1914) — 97 % угорців та 3 % інших.
Мови полку (1914) — угорська.

## Інформація про дислокацію
- 1860 Вельс
- 1864-66 Падуя
- 1866 Бережани
- 1871 Секешфегервар
- 1874 Темешвар
- 1886 Будапешт
- 1893 Кечкемет

### Перша світова
- 1914 рік — штаб і ІІ-й дивізіон — Секешфегервар; І-й дивізіон — Тольна[3] .
.
- 1914 — входить до складу IV корпусу, 10 кавалерійська дивізія, 4 Бригада кавалерії

## Командири полку
- 1865: Ладіслауш Сапари[4]
- 1879: Йоханн Сіво де Буня[5]
- 1908: Самуель Апор де Аль-Торйа[6]
- 1914: Стефан Хорті де Надь-Баня[7]